# Kinematografia ukraińska

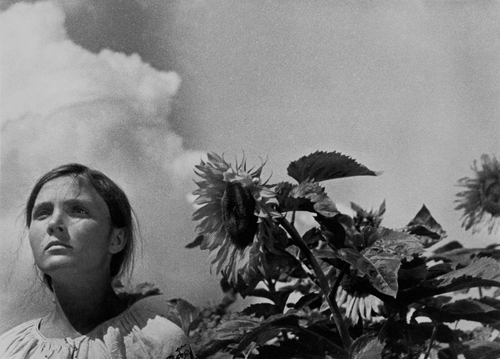
Kadr z filmu Ziemia (1930) Ołeksandra Dowżenki

Kinematografia ukraińska uznawana jest przez historyków filmu za jedną z najstarszych w Europie wschodniej. Już w latach 1896–1902 fotograf i filmowiec amator Alfred Fedecki (mieszkający na stałe w Charkowie Polak) realizował w tym mieście kroniki filmowe. Pierwsze zdjęcia filmowe na ziemiach ukraińskich zostały zrobione przez Fedeckiego we wrześniu 1896 właśnie w Charkowie, a już w grudniu tego roku odbył się w charkowskiej operze pierwszy zorganizowany przez niego seans filmowy.
Pionierzy kina ukraińskiego zajmowali się do I wojny światowej głównie ekranizacją popularnych sztuk Iwana Kotlarewskiego, takich jak „Natalka Połtawka”, „Moskal-czariwnyk”, „Najmyczka”. Miała też wtedy miejsce próba stworzenia filmu o historycznej tematyce ukraińskiej – „Bohdan Chmielnicki”, także na podstawie sztuki teatralnej o tym samym tytule, według powieści Mychajła Staryckiego.

## Historia

### Lata 20.–50.

#### Kino nieme
Od 1919 w USRR rozpoczęto upaństwowienie kin i przemysłu filmowego. W 1922 powstał Wszechukraiński Zarząd Filmowy, który zreorganizował i stworzył od podstaw przedsiębiorstwa filmowe w Odessie i Jałcie, a w 1928 kijowskie studio filmowe (w przyszłości – Kijowską Wytwórnię Filmową im. Ołeksandra Dowżenki), jedną z największych i najnowocześniejszych na świecie w owym czasie. Chociaż już w 1919 powstała Odeska Wytwórnia Filmowa.
Nieme kino tego okresu starało się połączyć tematykę rewolucyjną z popularnym w poprzednim okresie melodramatem, oraz tematyką przyrodniczą (Ukrazja Piotra Czardynina; Sumka dypkuriera, Jagódki miłości Ołeksandra Dowżenki).
W tym czasie na Ukrainie pojawiły się na ekranie ekranizacje klasycznych utworów ukraińskiej literatury – Taras Triasiło, Mykoła Dżerja, Borysław smiejotsja.
W Odessie w owym czasie powstało wiele filmów, reżyserowanych przez moskiewskich reżyserów. W 1925 na ekrany wszedł film Siergieja Eisensteina Pancernik Potiomkin, który przeszedł do klasyki gatunku, i został wizytówką Odessy.

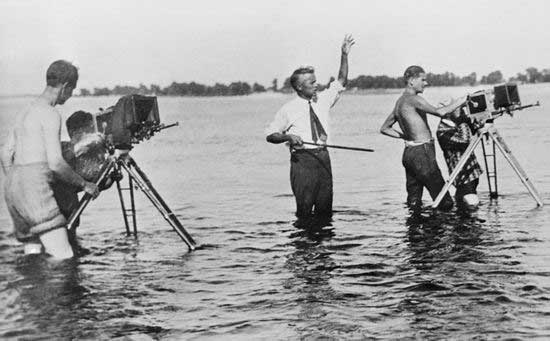
Reżyser Ołeksandr Dowżenko na planie filmowym (1932)

Pod koniec lat 20. w ukraińskiej kinematografii pojawił się nurt modernistyczny, który powstał dzięki współpracy reżysera Łesia Kurbasa z pisarzami Mike Johansenem i Jurijem Janowskim. Nowe idee do kina ukraińskiego wniósł w tym czasie samouk – reżyser i scenarzysta rzeźbiarz Iwan Kawaleridze (Prometej, Zaporożec za Dunajem).
Ważną rolę w tworzeniu kinematografii ukraińskiej odegrały filmy Ołeksandra Dowżenki: Zwenigora (1928), Arsenał (1929), Ziemia (1930). Ciekawe jest to, że Dowżenko, który służył w szeregach armii Ukraińskiej Republiki Ludowej, pokazał film Arsenał „z innej strony”. Jego twórczość podniosła ukraińską kinematografię do światowego poziomu. W 1958 na Światowej Wystawie w Brukseli jego film Ziemia został uznany za jeden z 12 najpiękniejszych obrazów na świecie. Stylistyka, stworzona przez Dowżenkę, dała początek nowemu kierunkowi, zwanemu „ukraińskim kinem poetyckim”.

#### Kino dźwiękowe
W 1930 wyprodukowano na Ukrainie pierwszy film dźwiękowy – dokumentalny Symfonia Donbasu w reżyserii Dzigi Wiertowa, а w następnym roku widzowie mogli po raz pierwszy usłyszeć głosy aktorów w filmie Front O. Sołowiowa.
Pod koniec lat 30. terror w ZSRR połączył się z koniunkturalnym powrotem do tematyki narodowo-historycznej. Pamiątką tamtych czasów są filmy Szczors (1939) Dowżenki i Bohdan Chmielnicki (1941) Igora Sawczenki.
Ukraińskie kino czasów II wojny światowej, częściowo ewakuowane na wschód, było przeważnie podporządkowane zadaniom ideologicznym czasu wojny. Jednak i w tym czasie pojawiły się znaczące filmy, do których można zaliczyć film Tęcza Marka Donskiego, według scenariusza Wandy Wasilewskiej, który z nadzwyczajną siłą artystycznego przekazu pokazywał tragedię ukraińskiej wsi okupowanej przez faszystów.
Chociaż ukraińskie filmy z lat 1945–1953 były obwarowane ścisłymi kanonami socrealizmu, o ich dużej wartości artystycznej stanowi wysoki poziom gry aktorów (na ekranie w tym czasie pojawili się Mychajło Romanow, Amwrosij Buczma, Dmytro Miljutenko i młody Siergiej Bondarczuk) i pracy wysokiej klasy operatorów (Podwih rozwidnyka, 1974, reżyser Boris Barnet, operator Danyło Demuckyj; Taras Szewczenko, 1951, reżyser Igor Sawczenko, operator Danyło Demuckyj, i inne).

### Lata 50.–80.

#### Czas odwilży
W czasie politycznej odwilży drugiej połowy lat 50. i początku lat 60. szybko wzrasta ukraińska produkcja kinowa. Wiele z tych filmów odniosło wielki sukces, i jest pamiętana do dzisiaj: Wiosna na ulicy Zarzecznej (1956, reżyserzy Marlen Chucyjew і Feliks Mironer), Spraha (1959, Jewhen Taszkow), Iwanna (1960, Wiktor Iwczenko), Son (1964, Wołodymyr Denysenko), Za dwumja zajcami (1961, reżyser Wiktor Iwanow).

#### Ukraińskie kino artystyczne
Ukraińskie kino lat 60. i 70. może poszczycić się wieloma sławami, i to zarówno wśród reżyserów (Siergiej Paradżanow, Jurij Iljenko, Leonid Osyka, Mykoła Maszczenko), jak i aktorów (Iwan Mykołajczuk, Jurij Szumskyj, Jura Hnat, Kostiantyn Stepankow, Mykoła Hryńko, Bohdan Stupka).
W tym czasie powstały filmy, które dały początek fenomenowi „ukraińskiego kina poetyckiego”: Cienie zapomnianych przodków (1964) Siergieja Paradżanowa, nagrodzone na MFF w Mar del Plata, Studnia dla spragnionych (1965) Jurija Iljenki, Wierność (1965) Piotra Todorowskiego i Kamienny krzyż (1968) Leonida Osyki.
Jednak reakcyjna polityka tzw. „zastoju” zniszczyła całkowicie ukraińskie kino artystyczne. Reżyser Siergiej Paradżanow został usunięty z branży filmowej i życia społecznego. Autorski film Kiry Muratowej Długie pożegnania (1971) trafił na półkę. Taki sam los spotkał filmy Jurija Iljenki Noc Kupały (1969) i Biały ptak z czarnym znamieniem (1971), który otrzymał złotą statuetkę na MFF w Moskwie.
W 1967 ukraiński reżyser Aleksandr Ptuszko otrzymał nagrodę w Moskwie za film Wij, nakręcony na podstawie opowiadania Nikołaja Gogola. Był to pierwszy radziecki horror.
Estetyka ukraińskiego kina artystycznego stymulowała reżyserski debiut aktora Iwana Mykołajczuka (Babilon XX, 1979), а współczesne elementy kina artystycznego pojawiły się w filmach Mykoły Maszenki Komisary (1971) і Jak hartowała się stal (1973).

### Lata 70.–80.
W latach „zastoju” w ZSRR otworzył się nowy rozdział walki przeciw ukraińskiej kulturze narodowej. Niszczono ukraińskie instytucje kulturalne, rozpoczęła się totalna rusyfikacja, miały miejsce aresztowania i seria procesów politycznych ukraińskich działaczy kulturalnych i artystów. Ukraińskie kino poetyckie zostało uznane przez władze za „archaiczne”, oderwane od życia, a nazwisko Dowżenki znalazło się na indeksie. Wkrótce wskutek cenzury ideologicznej trafiły „na półkę” znane filmy (wśród nich Studnia dla spragnionych, Komisary).
Jednak przy biurokratycznym skostnieniu w czasach breżniewowskiej reakcji w latach 1970–1980 pojawiło się kilka filmów, stworzonych przez reżyserów o silnych osobowościach. W epoce „zastoju” Leonid Bykow nakręcił film Do walki stają tylko starcy (1972), а w 1983 Roman Bałajan, po kilku udanych ekranizacjach rosyjskiej klasyki, w filmie We śnie i na jawie dokładnie pokazał rzeczywistość tego okresu.
W ukraińskich wytwórniach powstały w tym czasie popularne w całym ZSRR filmy: D’Artagnan i trzej muszkieterowie (1978, reżyser Georgij Jungwald-Chylkewycz), Pryhody Elektronika (1979, reżyser Konstantin Bromberg), Gdzie jest Czarny Kot? (1979, reżyser Stanisław Goworuchin), Zełenyj furhon (1983, reżyser Ołeksandr Pawłowskyj), Czarodij (1982, reżyser Kostjantyn Bromberg), Samotna żinka bażaje poznajomytys (1986, reżyser Wiaczesław Krysztofowycz).

#### Kino dokumentalne i animowane
W latach 70.–80. XX wieku kino dokumentalne przeżyło wielki rozkwit. Kijowskie studio filmów dokumentalnych wyprodukowało olbrzymie ilości filmów, wśród których były: Mowa trawyn, Czy dumajut trawyny?, Sim krokiw za horyzont reżysera Feliksa Soboljewa i innych.
Nadzwyczaj udanym okres ten był również dla ukraińskiej animacji. Filmy reżyserów Wołodymyra Dachno (serial Jak Kozacy grali w piłkę nożną), Dawida Czerkaskiego (Pryhody kapitana Brungwelja, Kryła), Leonida Zarubina (Sołomjanyj byczok), Wołodymyra Honczarowa (Czumackyj szljach) rozsławiły ukraińską animację poza granicami kraju.

### Czasypieriestrojki
Za czasów pieriestrojki powstało wiele filmów o tematyce społecznej, na przykład: Syndrom asteniczny Kiry Muratowej (1989); Bycz Bożyj Ołeha Fiałko (1988); Rozpad Mychajła Bielikowa (1990) i inne. Film Jurija Illjenki Łebedyne ozero. Zona (1989) zdobył sławę międzynarodową swoją antytotalitarną wymową.

### Przełom wieków

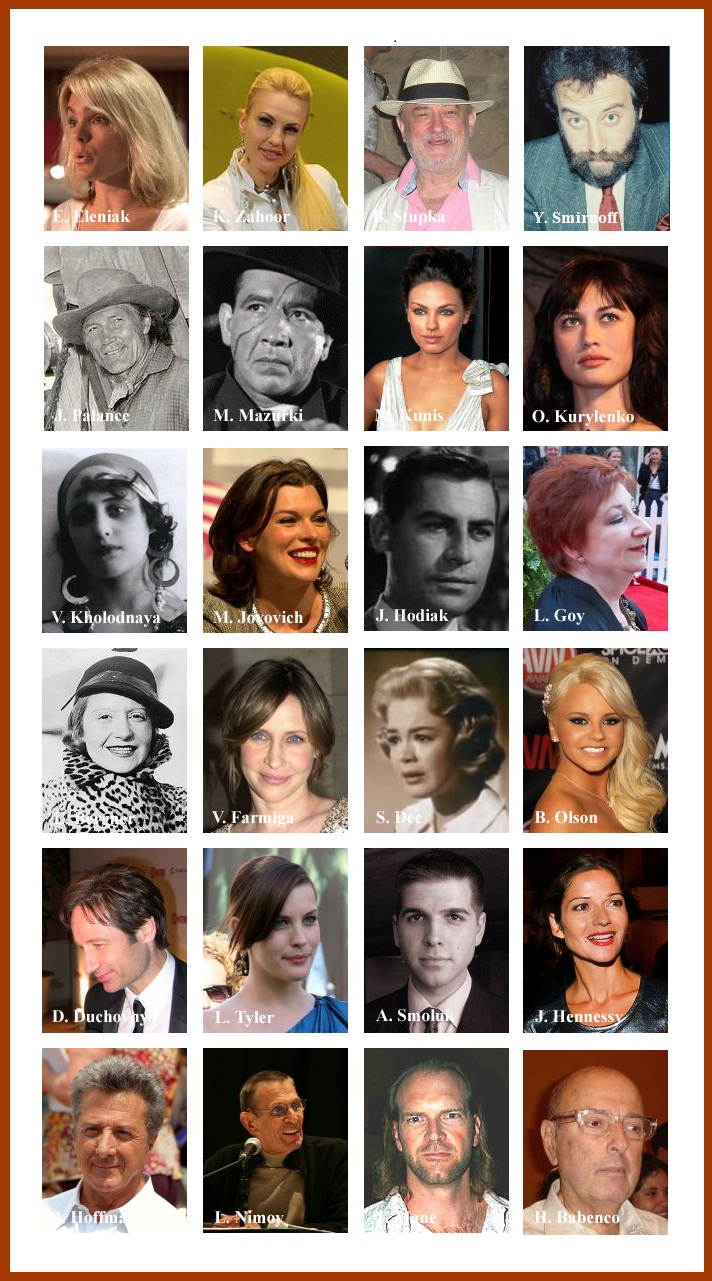
Znani filmowcy o ukraińskich korzeniach

W latach 90. ukraińska telewizja rozpoczęła produkcję znanego serialu telewizyjnego Roksolana (reżyser Borys Nebijeridze) oraz Ostriw ljubwi (reżyser Ołeh Bijma).
Na początku XXI wieku wielu ukraińskich aktorów zaczęło grać w filmach zagranicznych. Wielki sukces odniósł film Jerzego Hoffmana Ogniem i mieczem (1999), w którym Bohdan Stupka zagrał rolę Chmielnickiego. Od tego czasu Stupka wystąpił również w serialu historycznym Czorna Rada (2000) Mykoły Zasiejewa-Rudenki i w filmie Modlitwa za hetmana Mazepę (2001) Jurija Iljenki.
Tematy historyczne stały się specjalnością reżysera Ołeksandra Janczuka. Pod koniec lat 90. i na początku XXI wieku powstały filmy Hołod-33 (1991) o tragicznym losie Ukraińców w czasie Hołodomoru, oraz Neskorenyj (2000) і Zalizna sotnia (2004), które opowiadały o losach żołnierzy Ukraińskiej Powstańczej Armii.

### XXI wiek
W ciągu ostatnich lat w ukraińskim kinie pojawiło się nowe pokolenie twórców filmowych. Na początku XXI wieku debiutant Taras Tomenko zdobył główną nagrodę w sekcji Panorama na MFF w Berlinie. W 2003 roku, już w głównym konkursie tego festiwalu, otrzymał Srebrnego Niedźwiedzia film ukraińskiego animatora Stepana Kowala Jszow tramwaj №9. Z kolei film Mamaj (2003) Olesia Sanina był pierwszym ukraińskim filmem zgłoszonym do Oscara dla najlepszego filmu nieanglojęzycznego. W 2005 młody ukraiński reżyser Ihor Strembićkyj otrzymał Złotą Palmę za krótkometrażowy film Podorożni.
Okres pomarańczowej rewolucji został przedstawiony w kilku filmach, przede wszystkim: Pomaranczewe nebo (2006, reżyser Ołeksandr Kyrijenko), Oranżlaw (2006, Alan Badojew), który otrzymał nagrodę za reżyserię na XV Międzynarodowym Festiwalu Filmowym „Kinoszok” w Anapie.
W 2006 odbyła się premiera pierwszego ukraińskiego dreszczowca Sztolnia (producent i operator Ołeksij Choroszko, reżyser Lubomyr Kobylczuk), a w 2009 – wielkiego dzieła historyczno-kostiumowego pt. Taras Bulba Władimira Bortko.
W kraju odbywa się również wiele fetiwali filmowych, z czego do największych z nich należą: Odeski Międzynarodowy Festiwal Filmowy, Międzynarodowy Festiwal Filmowy Molodist w Kijowie, DocuDays UA, Wiz-Art czy Kijowski Międzynarodowy Festiwal Filmów Krótkometrażowych.